# 소나기 사이에
소나기 사이에(Between Showers)는 미국에서 제작된 헨리 레만 감독의 1914년 영화이다. 찰리 채플린 등이 주연으로 출연하였고 맥 세네트 등이 제작에 참여하였다.

## 출연

### 주연
- 찰리 채플린

### 조연
- 포드 스터링
- 체스터 콘클린
- Sadie Lampe

## 같이 보기
- 찰리 채플린의 영화 목록